# Sophal Ear

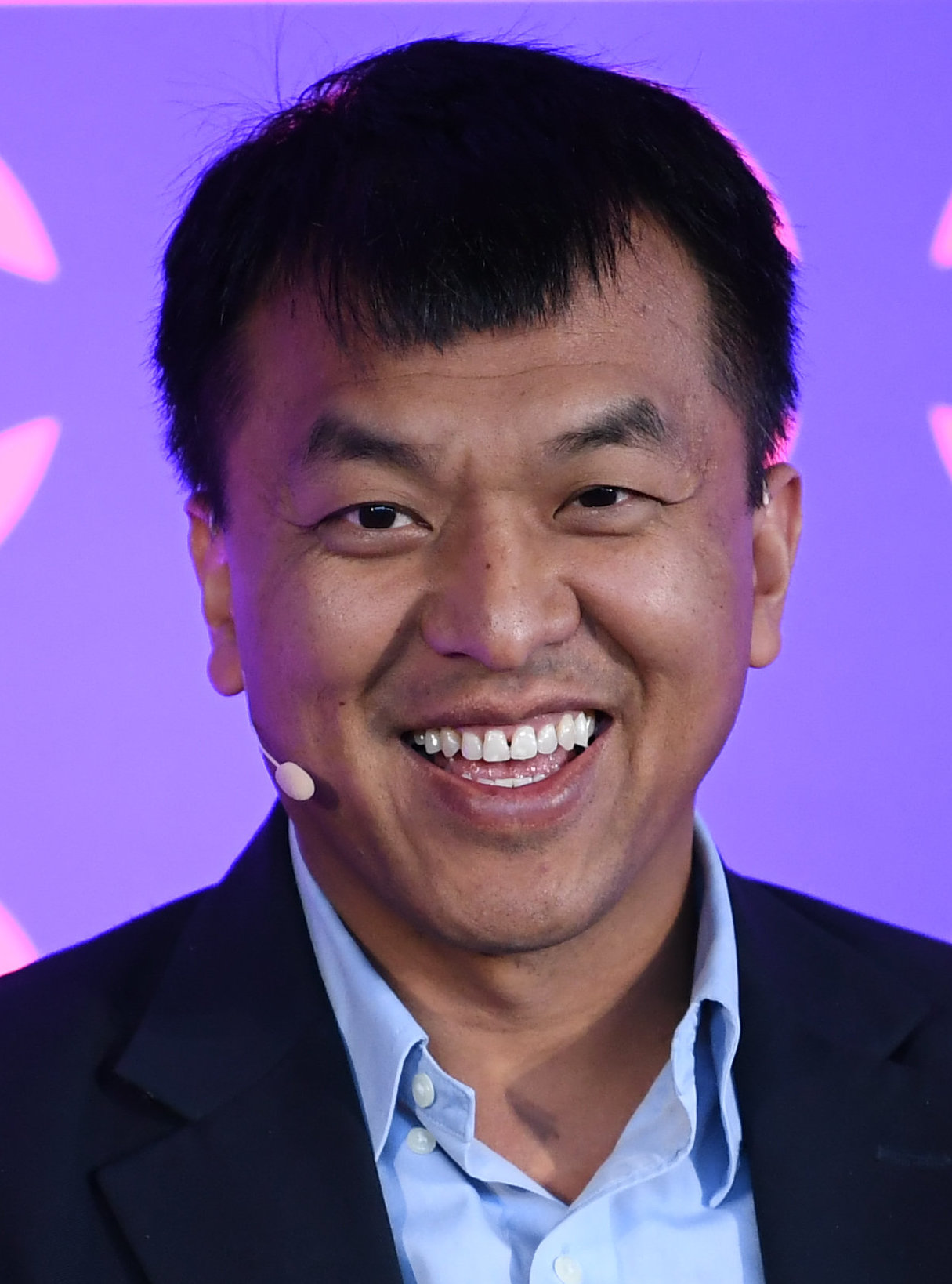
Sophal Ear (2017)

Sophal Ear é um cientista político cambojano-americano e especialista em economia política, diplomacia, assuntos mundiais e desenvolvimento internacional. Refugiado do Camboja, estudou na Universidade de Princeton e na Universidade da Califórnia, em Berkeley. Ele publicou extensivamente sobre genocídio cambojano e ajuda internacional e dá palestras regulares sobre esses assuntos. Desde seus dias de graduação, ele escreveu extensivamente e criticou os estudiosos, especialmente Noam Chomsky, a quem ele acusa de minimizar ou negar o genocídio ocorrido durante o governo do Khmer Vermelho.
Ear é um crítico ferrenho do impacto da ajuda externa no Camboja, escrevendo que o Camboja hoje “é uma cleptocracia com bandidocracia” e que “a comunidade internacional, liderada pela ONU, é sua facilitadora.”